# Alice Boyd
Alice Boyd, född 1825, död 1897, var en skotsk konstnär (målare). Hennes konstnärskap associeras med prerafaeliternas stilart.

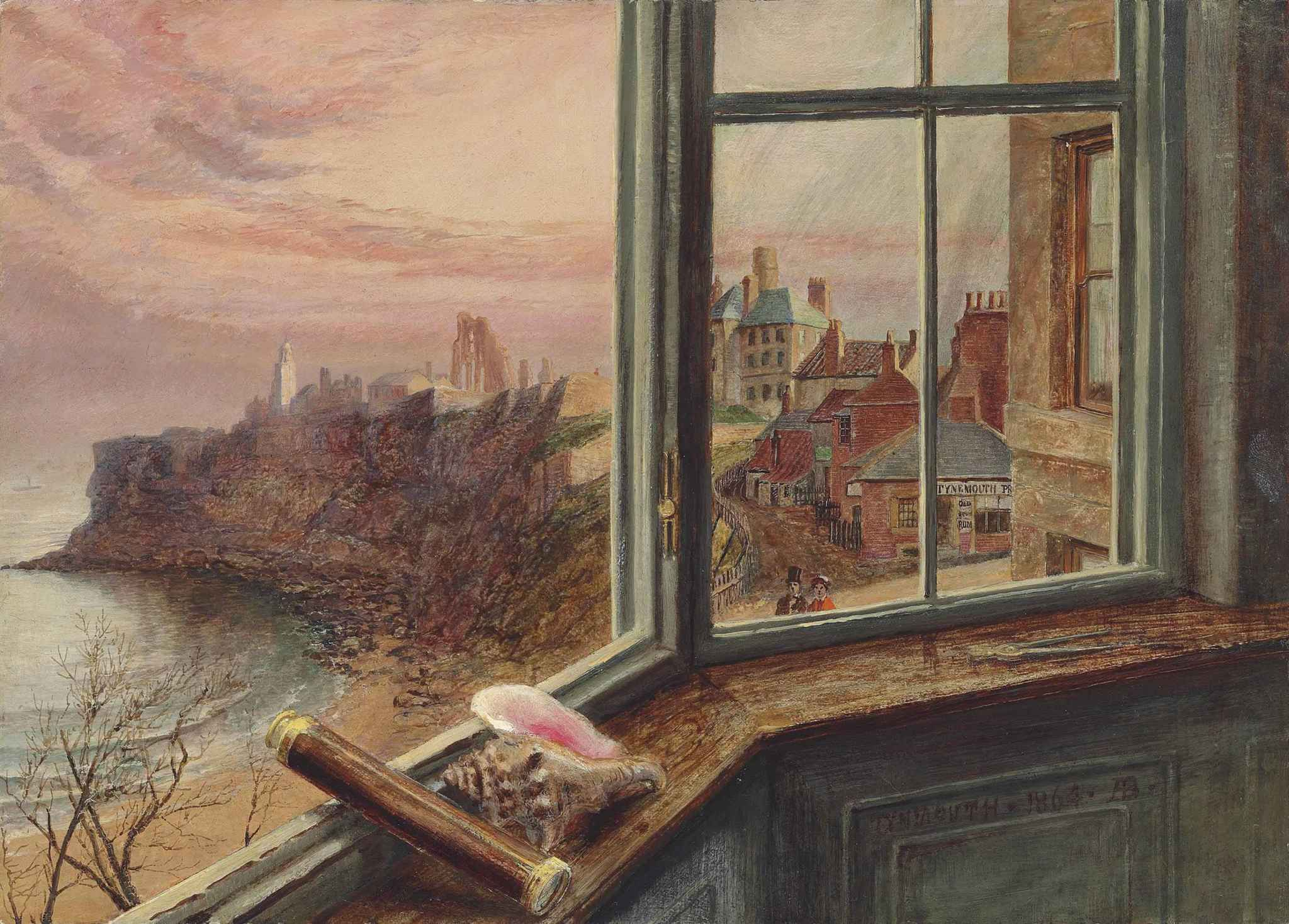
View from the window of Balcony House, Tynemouth (1864)